# Taller Estampa
Estampa, també conegut com a Taller Estampa, és un col·lectiu de realitzadors, programadors i investigadors que treballa en els àmbits de l’audiovisual experimental i els entorns digitals. La seva pràctica es basa en una aproximació crítica i arqueològica a les tecnologies audiovisuals, en la investigació de les eines i les ideologies de la intel·ligència artificial i en els recursos de l'animació experimental.
Les seves obres s'han vist a espais i institucions com l'Anthology Film Archive, el Centro de Arte Reina Sofía, Tabakalera o la Tate Modern, i a esdeveniments com l'Eufònic o Arts Electronica, entre d'altres.
El grup està format per Roc Albalat, Pau Artigas, Marcel Pié, Marc Padró i Daniel Pitarch, i ha col·laborat amb artistes com i escriptors com Irene Solà i Josep Pedrals.

## Projectes destacats
- La 72.024 mil·lèsima part d’un any (2007-2009)[8]
- A la colònia penitenciària (2011)
- Atles visual dels centres de creació de Catalunya (2013)
- Cartografia constant (2014)
- Speech Success (2015),
- Rostro y código (2016)
- El mal alumne. Pedagogia crítica per a intel·ligències artificials. Barcelona producció, 2017[1]
- Rotondes. Panorames i fases per a un espectador en moviment (2017)
- Vomitorios (2018)
- Imágenes huéspedes, Tabakalera, 2022[9]

## Premis i reconeixements
El seu espectacle Deep Blue Rhapsody (2019) fou guardonat amb el Premi Lletra 2019 i les animacions fetes pel documental L'escriptor d'un país sense llibreries (2019) amb el Premi Laus d'Or.